# Камминс, Мария
Мария Кемминс (англ. Maria Susanna Cummins; 1827—1866) — североамериканская писательница.

## Биография
Мария Кемминс родилась в городе Салэм, Массачусетс на 9-го апреля 1827.  Её первый и лучший роман, «The Lamplighter» (1854), в короткое время разошелся в количестве свыше 100 тыс. экземпляров. Из остальных её романов наиболее интересны: «Mabel Vaugham» (1857—1884), «El Fureidis» (1862) и «Haunted hearts» (1864). Последнее сочинение даёт верную картину восточного быта; весьма метко схвачены сцены палестинской жизни, хотя сама Кемминс никогда не была на Востоке.